# Iso-Salminen
Iso-Salminen eller Salmijärvi är en sjö i Finland. Den ligger i kommunen Puolango i landskapet Kajanaland, i den centrala delen av landet, 500 km norr om huvudstaden Helsingfors. Iso-Salminen ligger 165,3 meter över havet. Den är 18,5 meter djup. Arean är 64,6 hektar och strandlinjen är 5,22 kilometer lång. Sjön  ingår i Kiminge älvs huvudavrinningsområde. 